# Мазуровский, Павел Леонович
Павел Леонович Мазуровский (21 августа 1916, Оренбург — 15 июня 1993, Оренбург) — советский государственный и политический деятель.

## Биография
Родился 21 августа 1916 года в Оренбурге. Член ВКП(б).
С 1940 года — на хозяйственной и политической работе. В 1940—1978 гг. — технолог, мастер, начальник участка, заместитель начальника цеха, председатель завкома профсоюза Чкаловского паровозостроительного завода, начальник цеха, главный инженер, директор завода «Гидропресс», заместитель заведующего промышленно-транспортным отделом обкома КПСС, секретарь, первый секретарь Оренбургского горкома КПСС, председатель областного совета профсоюзов, заместитель председателя областного комитета народного контроля.
Избирался депутатом Верховного Совета РСФСР 7-го и 8-го созывов.
Умер 15 июня 1993 года в Оренбурге.